# Hallucination
«Hallucination» (укр. Галюцинація) — пісня фарерської співачки та авторки пісень Сіссал. Описана як досвід зустрічі з людиною, із якою виникає надзвичайно сильний зв’язок, композиція була випущена 6 лютого 2025 року лейблом Virgin. Авторами виступили Сіссал, Кріс Роуде-Фріск, Ліне Спансберг, Ліннеа Деб, Мальте Йогансен, Маркус Вінтер-Джон та Мелані Ґабріелла Айрапетян. Пісня представляла Данію на пісенному конкурсі «Євробачення 2025» та потрапила до музичних чартів Данії, Литви, Швеції, Греції та Швейцарії.

## Передумови та композиція
«Hallucination» була написана Сіссал спільно з Ліне Спансберг, Ліннеа Деб, Маркусом Вінтер-Джоном, Мелані Ґабріеллою Айрапетян, Крісом Роуде-Фріском та Мальте Йогансеном; продюсерами виступили Роуде-Фриск, Йогансен та Джой Деб. За словами Сіссал, пісня розповідає про «зустріч із людиною, зв’язок із якою здається настільки справжнім, що майже нереальним». Видання Wiwibloggs охарактеризувало композицію як танцювальну з «EDM-натхненням».

## Просування
Для промоції «Hallucination» перед «Євробаченням 2025» Сіссал оголосила про намір виступати на різних передконкурсних вечірках. Вона вперше взяла участь у Nordic Eurovision Party 2025, що відбулося 22 березня 2025 року в Sentrum Scene в Осло. Також було підтверджено її виступ на Eurovision in Concert 2025, що пройшов 5 квітня в AFAS Live Arena в Амстердамі. 19 квітня 2025 року співачка виступила на PrePartyES 2025 у мадридському клубі Sala La Riviera.

## Сприйняття
Єва Франц із фінського мовника Yle оцінила пісню у 6/10, назвавши Сіссал «впевненою та стильною на сцені». Анжеліка Фрей з The Guardian включила «Hallucination» до десятки найкращих пісень «Євробачення 2025», охарактеризувавши її як «акуратно сформований запис у жанрі EDM-сканді-поп» та порівнявши з роботами Sia і Девіда Ґетти. Вона відзначила «вокал у стилі Adele» Сіссал, завдяки якому пісня уникла передбачуваності, і розцінила її як ностальгійне повернення до стилістики Євробачення 2010-х, зокрема згадавши «Invincible» Кароли та «Euphoria» Лорін.
Джон О’Браєн з Vulture поставив пісню на сьоме місце, зауваживши схожість з Euphoria Лорін, але водночас підкреслив: «цього року приємно почути танцювальний хіт, який грає абсолютно прямо». Роб Пічета з CNN розташував композицію на дев’ятій позиції серед 26 фіналістів, назвавши її «фабульною, епічною, пронизливою баладою». У рецензії для The Times Ед Поттон оцінив «Hallucination» у три з п’яти зірок, описавши її як «зразковий витвір денс-попу» та «відшліфовану, мелодійну і якісно виконану».